# Comuna Novokîiivka, Snihurivka
Novokîiivka (în ucraineană Новокиївка) este o comună în raionul Snihurivka, regiunea Mîkolaiiv, Ucraina, formată din satele Bohorodîțke și Novokîiivka (reședința).

## Demografie
Componența lingvistică a comunei Novokîiivka
     Ucraineană (91,4%)
     Rusă (4,9%)
     Română (2,27%)
     Alte limbi (0,36%)
Conform recensământului din 2001, majoritatea populației comunei Novokîiivka era vorbitoare de ucraineană (91,4%), existând în minoritate și vorbitori de rusă (4,9%), română (2,27%) și armeană (1,08%).